# Мориквас Ірина
Ірина Мориквас (нар. 18 травня 1985, м. Львів) — українська ілюстраторка, художниця, письменниця.

## Життєпис
Ірина Мориквас народилася 18 травня 1985 року у Львові.
Малює з 20 років.
Закінчила факультет журналістики Львівського національного університету імені Івана Франка, екуменічні студії Українського католицького університету (магістерська програма).

## Доробок
Авторка дитячої книги «Магда і вітер» (2017, А-ба-ба-га-ла-ма-га), яка потрапила до короткого списку премії «Дитяча Книга року BBC-2017».
У 2022 році до Всесвітнього дня біженців створила емодзі — серце з відкритими дверима. Він був доступний в Твіттері з 19 до 25 червня з хештегом #withrefugees для підтримки 100 мільйонів осіб, які змушені емігрувати внаслідок війни та переслідувань.
Персональні виставки:
- «Черешневий дощ» (2010, Львів)[8][4][5],
- «Подарунки на осінь» (2010, Львів)[9],
- «Акордеон» (2010, Львів)[4],
- «Горіховий сад» (2012, Львів)[10],
- «Жовтий автобус» (2013, Львів)[11],
- «Берег» (2019, Львів)[12],
- «Гуашеве літо» (2019, Львів)[12],
- «Зима» (2020, Львів)[12],
- «Сади цвітуть» (2021, Львів)[5].

Роботи зберігаються в приватних колекціях України, Швейцарії, Франції, Нідерландах, Австрії, Чехії.

## Нагороди
- I місце конкурсу «Намалюй дітям книжку!» мистецького об'єднання «Дзиґа» (2007)[2],
- II місце конкурсу «Мій Львів» Центру міської історії Центрально-Східної Європи[2].